# سیال انتقال حرارت
در ترمودینامیک سیالات ، سیال انتقال حرارت، گاز یا مایعی است که به عنوان واسطه در سرمایش در یک طرف فرآیند و در سمت دیگر فرآیند انتقال و ذخیره انرژی حرارتی و گرمایش ، در انتقال حرارت شرکت می کند. سیالات انتقال حرارت در کاربردها و فرآیندهای صنعتی بی‌شماری که نیاز به گرمایش یا سرمایش دارند، معمولاً در مدار بسته و در چرخه‌های پیوسته استفاده می‌شوند. به عنوان مثال، آب در رادیاتور ماشین ، موتور را خنک می کند، در حالی که گرم کردن آب در سیستم گرمایش خانه، رادیاتور یک اتاق را گرم می کند.
آب به دلیل صرفه جویی در مصرف، ظرفیت حرارتی بالا و خواص انتقال مطلوب، رایج ترین مایع انتقال حرارت است. با این حال، محدوده دمای مفید با انجماد زیر 0 درجه سانتیگراد و جوشاندن در دماهای بالا، بسته به فشار سیستم محدود می شود. افزودنی های ضد یخ می توانند مشکل یخ زدگی را تا حدودی کاهش دهند. با این حال، بسیاری از سیالات انتقال حرارت دیگر توسعه یافته اند و در کاربردهای بسیار متنوعی مورد استفاده قرار می گیرند. برای دماهای بالاتر، روغن یا سیالات مبتنی بر هیدروکربن یا سیلیکون مصنوعی فشار بخار کمتری را ارائه می دهند. نمک های مذاب و فلزات مذاب را می توان برای انتقال و ذخیره گرما در دمای بالای 300 تا 400 درجه سانتیگراد که در آن سیالات آلی شروع به تجزیه شدن می کنند استفاده کرد. گازهایی مانند بخار آب، نیتروژن، آرگون، هلیوم و هیدروژن به عنوان سیالات انتقال حرارت در جاهایی که مایعات مناسب نیستند استفاده می شود. برای گازها معمولاً فشار باید افزایش یابد تا نرخ جریان بالاتر با قدرت پمپاژ کم تسهیل شود.
به منظور جلوگیری از گرمای بیش از حد، سیال در داخل یک سیستم یا یک دستگاه جریان می یابد تا گرما را به خارج از آن منتقل کند.
آنها معمولاً دارای نقطه جوش و ظرفیت گرمایی بالایی هستند. نقطه جوش بالا از تبخیر مایعات انتقال حرارت در دماهای بالا جلوگیری می کند. ظرفیت گرمایی بالا مقدار کمی از مبرد را قادر می سازد تا مقدار زیادی گرما را به طور بسیار موثری منتقل کند.
باید اطمینان حاصل شود که مایعات انتقال حرارت مورد استفاده نباید نقطه جوش پایینی داشته باشند. به دلیل اینکه نقطه جوش پایین باعث تبخیر مایع در دماهای پایین می شود که از آنها برای تبادل گرما با مواد داغ استفاده می شود. این، بخار مایع را در خود دستگاه که در آن استفاده می شود تولید می کند.
همچنین سیالات انتقال حرارت باید دارای ظرفیت گرمایی بالایی باشند. ظرفیت گرمایی بیانگر مقدار گرمایی است که سیال بدون تغییر دما می تواند در خود نگه دارد. در مورد مایعات نیز میزان گرمایی را که مایع می تواند قبل از رسیدن دمای آن به نقطه جوش و در نهایت تبخیر شدن در خود نگه دارد ، نشان می دهد.
اگر سیال ظرفیت حرارتی کمی داشته باشد، به این معنی است که مقدار زیادی از سیال برای تبادل مقدار نسبتاً کمی گرما مورد نیاز خواهد بود. این امر باعث افزایش هزینه و کاهش راندمان فرآیند می شود.
در مورد سیالات انتقال حرارت مایع، استفاده از مقدار کم آنها منجر به تبخیر آنها می شود که می تواند برای تجهیزات مورد استفاده خطرناک باشد. این تجهیزات برای سیال در حالت مایع طراحی خواهند شد، اما تبخیر آنها باعث وجود بخارات در کانال جریان می‌شود. همچنین گازها با فشار یکسان حجم بیشتری نسبت به مایعات اشغال می کنند. تولید بخار باعث افزایش فشار بر روی دیواره‌های لوله/کانالی که در آن جریان خواهد داشت، می‌شود. این امر ممکن است باعث پارگی کانال جریان شود.

## ویژگی های سیالات انتقال حرارت
سیالات انتقال حرارت دارای خواص حرارتی و شیمیایی متمایز هستند که مناسب بودن آنها را برای کاربردهای صنعتی مختلف تعیین می کند. ویژگی های کلیدی عبارتند از:
- پایداری حرارتی: به مقاومت سیال در برابر تغییرات غیرقابل برگشت در خواص فیزیکی آن در دماهای مختلف اشاره دارد. سیالات با پایداری حرارتی بالا مسیرهای تخریب کمتری دارند که منجر به طول عمر طولانی تر و تعمیر و نگهداری کمتر می شود. تعیین پایداری حرارتی یک سیال اغلب بر اساس آزمایشاتی مانند ASTM D6743 است که محصولات تخریب تشکیل شده تحت تنش حرارتی را ارزیابی می کند.
- ویسکوزیته: ویسکوزیته یک سیال بر ویژگی های جریان و هزینه پمپاژ آن تأثیر می گذارد. سیالات با ویسکوزیته پایین تر برای پمپاژ و گردش در یک سیستم مطلوب تر هستند.
- ظرفیت گرمایی: ظرفیت گرمایی یک سیال نشان می‌دهد که چقدر انرژی حرارتی می‌تواند انتقال و ذخیره کند، که بر راندمان فرآیند انتقال گرما تأثیر می‌گذارد.
- رسانایی حرارتی و انتشار حرارتی: این ویژگی‌ها بر سرعت انتقال گرما از طریق سیال و سرعت پاسخگویی سیستم به تغییرات دما تأثیر می‌گذارند.
- پتانسیل خوردگی: سازگاری یک سیال انتقال حرارت با مواد سیستم برای به حداقل رساندن خوردگی و افزایش طول عمر تجهیزات بسیار مهم است.
- نقاط انجماد و جوش: سیالات باید دارای نقطه جوش بالا و انجماد کم باشند تا در فاز مورد نظر در طول فرآیند انتقال حرارت باقی بمانند و از مسائل مربوط به تغییر فاز در محدوده دمای عملیاتی جلوگیری کنند.

## کاربردهای صنعتی
سیالات انتقال حرارت برای کاربردهای مختلف صنعتی یکپارچه هستند و امکان کنترل دقیق دما در فرآیندهای تولید را فراهم می کنند. در صنایع غذایی، آنها برای فرآوری گوشت و تنقلات حیاتی هستند. فرآیندهای شیمیایی اغلب برای راکتورهای دسته ای و عملیات مداوم به آنها متکی هستند. بخش‌های پلاستیک، لاستیک و کامپوزیت‌ها از سیالات انتقال حرارت در فرآیندهای قالب‌گیری و اکستروژن استفاده می‌کنند. آنها همچنین در سنتز و تقطیر پتروشیمی، پالایش نفت و گاز، و برای تبدیل مواد در پرس و عملیات لمینیت حیاتی هستند.

## سیالات انتقال حرارت در انرژی خورشیدی
در نیروگاه های خورشیدی، سیالات انتقال حرارت در متمرکز کننده هایی مانند سیستم های فرنل خطی و سهموی برای تولید انرژی کارآمد و ذخیره سازی حرارتی استفاده می شود. نمک های مذاب و سیالات انتقال حرارت مصنوعی بر اساس توانایی آنها برای عملکرد در محدوده های مختلف دمایی مورد استفاده قرار می گیرند و به تولید الکتریسیته و تولید پلی سیلیکون برای سلول های فتوولتائیک کمک می کنند. این سیالات به مراحل تصفیه و خنک‌سازی تولید پلی سیلیکون کمک می‌کنند، که برای ایجاد سیلیکون با خلوص بالا برای کاربردهای خورشیدی و الکترونیکی ضروری است.

### سیالات رایج انتقال حرارت
انتخاب سیال انتقال حرارت برای کارایی و طول عمر سیستم بسیار مهم است. در اینجا برخی از سیالات رایج آورده شده است:
- آب: به دلیل ظرفیت حرارتی بالا و هدایت حرارتی، بیشترین کاربرد را دارد.
- مونو اتیلن گلیکول: اغلب در مخلوط با آب برای پایین آوردن نقطه انجماد برای استفاده در آب و هوای سردتر کاربرد دارد.
- پروپیلن گلیکول: در تولید مواد غذایی و سایر صنایع که سمی بودن سیال ممکن است نگران کننده باشد، استفاده می شود.
- روغن سیلیکون: به علت پایداری آن در دماهای بالا و خواص عایق الکتریکی استفاده می شود.
- سیالات انتقال حرارت مصنوعی و آروماتیک: در کاربردهای با دمای بالا، مانند تولید انرژی خورشیدی و فرآیندهای حرارتی صنعتی استفاده می‌شود.
- نمک های مذاب: در سیستم های انرژی خورشیدی به دلیل ظرفیت ذخیره سازی حرارتی و توانایی عملکرد در دماهای بسیار بالا استفاده می شود.

## همچنین ببینید
- خنک کننده
- Nanofluid § Smart cooling nanofluids
- روغن انتقال حرارت ( خنک کننده روغن ، بخاری روغن )